# Bucerius Law Journal
Das Bucerius Law Journal (BLJ) ist eine juristische Fachzeitschrift die von Studierenden und Absolventen der Bucerius Law School herausgegeben wird. Es orientiert sich am Modell US-amerikanischer Law Reviews, die von Studierenden herausgegeben werden. Sie erscheint sowohl gedruckt als auch digital.
Unterstützt wird die Redaktion von einem wissenschaftlichen Beirat aus Professoren, derzeit Anne Röthel (Privatrecht), Michael Fehling (Öffentliches Recht) und Frank Saliger (Strafrecht).
Das Bucerius Law Journal veröffentlicht in erster Linie studentische Beiträge. Dabei handelt es sich überwiegend um Seminararbeiten, die dem BLJ von der jeweils betreuenden Person (in der Regel ein Professor der Bucerius Law School) vorgeschlagen werden. Die Studierenden können diese Arbeiten – gegebenenfalls überarbeitet – im BLJ als wissenschaftliche Beiträge veröffentlichen. Genauso können auch Studierende anderer Universitäten gelungene Arbeiten einreichen und veröffentlichen.
Neben den studentischen Beiträgen beinhaltet das Bucerius Law Journal auch Beiträge von Professoren, wissenschaftlichen Mitarbeitern sowie Praktikern. Es erscheint zweimal jährlich in gedruckter Version mit einer Auflage von 500 Stück. Eine kostenlose PDF-Datei ist auf der Website verfügbar.
Geleitet wird das BLJ von zwei Chefredakteuren, die alle zwei Jahre neu gewählt werden. Daneben beschäftigt das BLJ für jede der drei großen Rechtsgebiete – Zivilrecht, Öffentliches Recht und Strafrecht – einen Ressortleiter.